# Square Servan
Le square Servan est une voie du 11e arrondissement de Paris, en France.

## Situation et accès
Le square Servan est une voie située dans le 11e arrondissement de Paris. Il débute au 31, rue Servan et se termine en impasse.

## Origine du nom
Il porte le nom du criminaliste Joseph Michel Antoine Servan (1737-1807), en raison de sa proximité avec la rue éponyme.

## Historique
Cette voie est une partie de l'ancien domaine des Hospitalières de la Roquette, aménagée par l'administration de l'Assistance publique en 1932. 